# Elecciones municipales de 2019 en Villaconejos
Las elecciones municipales de 2019 se celebraron en Villaconejos el domingo 26 de mayo, de acuerdo con el Real Decreto de convocatoria de elecciones locales en España dispuesto el 1 de abril de 2019 y publicado en el Boletín Oficial del Estado el 2 de abril. Se eligieron los 11 concejales del pleno del Ayuntamiento de Villaconejos, a través de un sistema proporcional (método d'Hondt), con listas cerradas y un umbral electoral del 5 %.

## Candidaturas
Fueron cinco candidaturas las presentadas en Villaconejos, Ciudadanos con José Julián Peregrina en cabeza, el Partido Popular con el alcalde conejero desde 2011, Adolfo Pacheco a la cabeza; el Partido Socialista con Javier Escalona en cabeza; Podemos con María Carmen Oreja como cabeza e Izquierda Unida-Madrid en Pie con María Magdalena Pozo a la cabeza de la lista.

## Resultados
La candidatura del Partido Popular consiguió la mayoría absoluta en el consistorio tras conseguir 6 de los 11 escaños del ayuntamiento, ganando uno con respecto a la anterior legislatura.
La segunda candidatura fue el Partido Socialista Obrero Español que consiguió mantenerse con 4 concejales, al igual que en el anterior mandato, por su parte, Izquierda Unida-Madrid en Pie perdió un escaño respecto a la anterior legislatura, obteniendo solo uno. Por su parte, Podemos y Ciudadanos no obtuvieron representación. Los resultados completos se detallan a continuación:
| Candidatura                              | Candidatura                              | Votos | %                               | Escaños                         |
| ---------------------------------------- | ---------------------------------------- | ----- | ------------------------------- | ------------------------------- |
|                                          | Partido Popular (PP)                     | 792   | 47,57                           | 6                               |
|                                          | Partido Socialista Obrero Español (PSOE) | 518   | 31,11                           | 4                               |
|                                          | Izquierda Unida-Madrid en Pie            | 259   | 15,56                           | 1                               |
| Podemos                                  | Podemos                                  | 37    | 2,22                            | 0                               |
| Ciudadanos-Partido de la Ciudadanía (Cs) | Ciudadanos-Partido de la Ciudadanía (Cs) | 25    | 1,5                             | 0                               |
| Votos en blanco                          | Votos en blanco                          | 34    | 2,04                            | n/a                             |
| Votos válidos                            | Votos válidos                            | 1631  | 100,00                          | 11                              |
| Votos nulos                              | Votos nulos                              | 35    | Participación: \| \| 67,86 % \| | Participación: \| \| 67,86 % \| |
| Votantes                                 | Votantes                                 | 1700  | Participación: \| \| 67,86 % \| | Participación: \| \| 67,86 % \| |
| Electores                                | Electores                                | 2505  | Participación: \| \| 67,86 % \| | Participación: \| \| 67,86 % \| |
|                                          | 67,86 %                                  |       |                                 |                                 |

## Concejales electos
Relación de concejales electos:
| N.º | Nombre                         | Lista | Lista           |
| --- | ------------------------------ | ----- | --------------- |
| 1   | Adolfo Pacheco Sánchez         |       | PP              |
| 2   | Javier Escalona Rubio          |       | PSOE            |
| 3   | Margarita Velasco González     |       | PP              |
| 4   | Simona Andrea Redondo Moscheni |       | PP              |
| 5   | Soledad García Sánchez         |       | PSOE            |
| 6   | María Magdalena Pozo Garrido   |       | Izquierda Unida |
| 7   | Adela Marín Sánchez            |       | PP              |
| 8   | Roberto Benavente Garrido      |       | PSOE            |
| 9   | Adrián Vilares Fernández       |       | PP              |
| 10  | Laura Pacheco Sánchez          |       | PP              |
| 11  | María Concepción Bravo Sánchez |       | PSOE            |